# Roman Albinowski
Roman Albinowski (ur. 6 lipca 1853 w Tarnowie, zm. 20 października 1922 w Krakowie) – podpułkownik piechoty Wojska Polskiego.

## Życiorys
Urodził się w Tarnowie, w rodzinie Marcelego i Julii z Baniakowskich. Ukończył siedem klas gimnazjum w Samborze. W 1873 rozpoczął służbę w cesarskiej i królewskiej Armii, a rok później rozpoczął naukę w szkole kadetów we Lwowie. 1 listopada 1876 został mianowany kadetem piechoty, a 1 listopada 1877 podporucznikiem piechoty. W latach 1876–1879 pełnił służbę w c.k. 77 Galicyjskim pułku piechoty. W latach 1881–1883 pełnił służbę w c. k. 67 Węgierskim pułku piechoty w Budapeszcie. 1 listopada 1882 awansował na porucznika. W następnym roku pełnił obowiązki oficera prowiantowego pułku. W 1883 roku został urlopowany, pozostając oficerem nadliczbowym c.k. 67 pp. W 1884 roku został przeniesiony do rezerwy z przydziałem w rezerwie do c.k. 67 pp. 1 maja 1890 roku został awansowany na kapitana 2. klasy. W 1894 był nieaktywnym oficerem c. k. 63 batalionu Obrony Krajowej Lwów we Lwowie
W „Sokole” pełnił funkcję instruktora. 13 lipca 1913 został powołany na stanowisko instruktora ogólnozwiązkowego, pełnił także funkcję instruktora okręgowego we Lwowie (razem z Józefem Hallerem oraz Piotrem Fiałkowskim).
Po wybuchu wojny był jednym z organizatorów Legionu Wschodniego. Należał do członków Centralnego Komitetu Narodowego, przez pewien czas był zastępcą dowódcy Legionu Wschodniego, a po jego rozpadzie wstąpił do Legionów Polskich. 28 października 1914 został mianowany komendantem Szkoły Podchorążych Legionów Polskich w Krakowie, następnie Jabłonkowie, Maramaros-Sziget oraz Kamieńsku. 21 marca 1915 roku awansował na majora kancelaryjnego. W latach 1915–1917 pełnił różne funkcje administracyjne w Legionach. 6 marca 1917 roku został wyznaczony na stanowisko komendanta Domu Ozdrowieńców w Kamieńsku. W maju 1917 został komendantem Stacji Zbornej Legionów Polskich w Rembertowie. Po kryzysie przysięgowym został przydzielony do rezerwy sztabu Polskiego Korpusu Posiłkowego. Na początku 1918 został zwolniony z PKP.
Do służby powrócił po odzyskaniu niepodległości. W Wojsku Polskim był dowódcą Powiatu Wojskowego m.in. w Przeworsku. 11 czerwca 1920 został zatwierdzony w stopniu podpułkownika z dniem 1 kwietnia 1920 w korpusie piechoty. 26 stycznia 1922 został przeniesiony do rezerwy. Zmarł 20 października 1922 w Krakowie.

## Ordery i odznaczenia
- Krzyż Niepodległości pośmiertnie[1]
- Medal Wojenny[12]
- Brązowy Medal Jubileuszowy Pamiątkowy dla Sił Zbrojnych i Żandarmerii[12]
- Medal Jubileuszowy Pamiątkowy dla Cywilnych Funkcjonariuszów Państwowych[12]
- Krzyż Jubileuszowy Wojskowy[12]